# Torskie (gmina)
Gmina Torskie – dawna gmina wiejska funkcjonująca w latach 1941–1944 pod okupacją niemiecką w Polsce. Siedzibą gminy było Torskie.
Gmina Torskie została utworzona przez władze hitlerowskie z terenów okupowanych przez ZSRR w latach 1939–1941: zniesionej gminy Uścieczko (Czerwonogród, Nagórzany, Torskie, Uścieczko i Nyrków) oraz południowo-zachodniej części  zniesionej gminy Uhryńkowce (Berestek, Chartanowce, Dupliska, Hińkowce i Uhryńkowce), należących przed wojną do powiatu zaleszczyckiego w woj. tarnopolskiem. Gmina weszła w skład powiatu czortkowskiego (Kreishauptmannschaft Czortków), należącego do dystryktu Galicja w Generalnym Gubernatorstwie. W skład gminy wchodziły miejscowości: Berestek, Chartanowce, Czerwonogród, Dupliska, Hińkowce, Nagórzany, Nyrków, Torskie, Uhryńkowce i Uścieczko.
Po wojnie obszar gminy wszedł w struktury administracyjne ZSRR.